# Chapelle Saint-Laurent de Veigné
Pour les articles homonymes, voir Chapelle Saint-Laurent.
La chapelle Saint-Laurent ou chapelle Saint-Laurent-des-Bois de Veigné est une ancienne chapelle située sur la commune française de Veigné dans le département d'Indre-et-Loire.
Isolée dans un environnement bisé au nord du territoire communal, la chapelle est inscrite au titre des monuments historiques en 1973.

## Localisation
La chapelle est située dans un vallon boisé à l'extrême nord du territoire communal de Veigné, à la limite avec Chambray-lès-Tours ; les parcelles liées à la chapelle constituent même une avancée à l'intérieur du territoire chambraysien. La présence d'un ancien chemin est signalée à proximité de la chapelle ; il est parfois assimilé à la grande voie romaine Tours-Bordeaux par Poitiers, mais cette dernière hypothèse est peu probable.
Le portail de la chapelle est orienté à l'ouest-sud-ouest, le chevet à l'est-nord-est.

## Historique

Plan schématique de la chapelle.

La tradition rapporte qu'une première chapelle est construite dans le dernier quart du IVe siècle sous l'impulsion de Martin de Tours pour christianiser un culte païen lié à la source proche ; cette légende, probablement basée sur une inscription présente au-dessus de la baie axiale de l'abside, doit être prise avec beaucoup de précautions. Il est plus probable que cette inscription presque illisible maintenant, attribuait la construction de la chapelle au chapitre de Saint-Martin, à l'époque romane.
Si la reconstruction de la chapelle au Moyen Âge est attestée, elle fait l'objet, par la suite, de remaniements multiples visibles dans ses maçonneries et ses aménagements, mais la lecture est en difficile et ne permet pas de proposer avec certitude une chronologie absolue de l'édifice.
Une chapelle romane est construite entre le milieu du XIe et le début du XIIe siècle. Son pignon et son abside en petit appareil sont conservés. C'est sur ces murs qu'est peinte, probablement dans les années 1170-1180, la fresque du Christ en gloire. À cette occasion, et peut-être pour offrir une plus grande surface au décor, les baies du pignon de la nef, de chaque côté de l'abside, sont murées. Au XIIIe siècle, la chapelle dépend de l'abbaye Notre-Dame de Beaumont-lès-Tours.
C'est au début de la Renaissance que la chapelle est rebâtie. Cette reconstruction intéresse l'ensemble de la nef, mais si les murs gouttereaux semblent avoir été rebâtis à leur hauteur initiale, la toiture accuse une pente plus importante, liée à la surélévation des pignons.
Dans les années 1960, la toiture est refaite, des baies rouvertes et le pignon ouest repris (réfection du clocher-mur et du contrefort sud).
La chapelle est inscrite au titre des monuments historiques depuis le 8 mai 1973.

## Architecture et décor

### Architecture
La chapelle Saint-Laurent est un édifice à nef simple prolongé vers l'est d'une abside semi-ovale de largeur inférieure à la nef. La nef, non voûtée, est couverte en ardoises reposant sur une charpente en bois. L'abside est voûtée en cul-de-four. Un appentis bas installé dans l'angle sud de la nef et de l'abside abrite la fontaine réputée guérisseuse.
La nef est ouverte à l'ouest par un portail en anse de panier surmonté d'un arc de décharge. Une baie désaxée prend place au-dessus du portail. Un petit clocher-mur surmonte la façade ouest dont le portail est encadré par deux contreforts plaqués.
La nef est éclairée par quatre baies, deux par mur gouttereau, alors que l'abside prend jour par deux baies, à l'est et au sud ; les baies absidiales sont percées à des hauteurs différentes dans le mur. Deux baies étroites, dans le mur pignon est de la chapelle romane, de part et d'autre de l'abside, sont murées lors d(un épisode de la reconstruction. Les parties reconstruites de l'édifice sont reconnaissables à la maçonnerie composée d'un appareil beaucoup plus régulier. Les angles des murs de la nef sont chaînés en blocs de grand appareil.

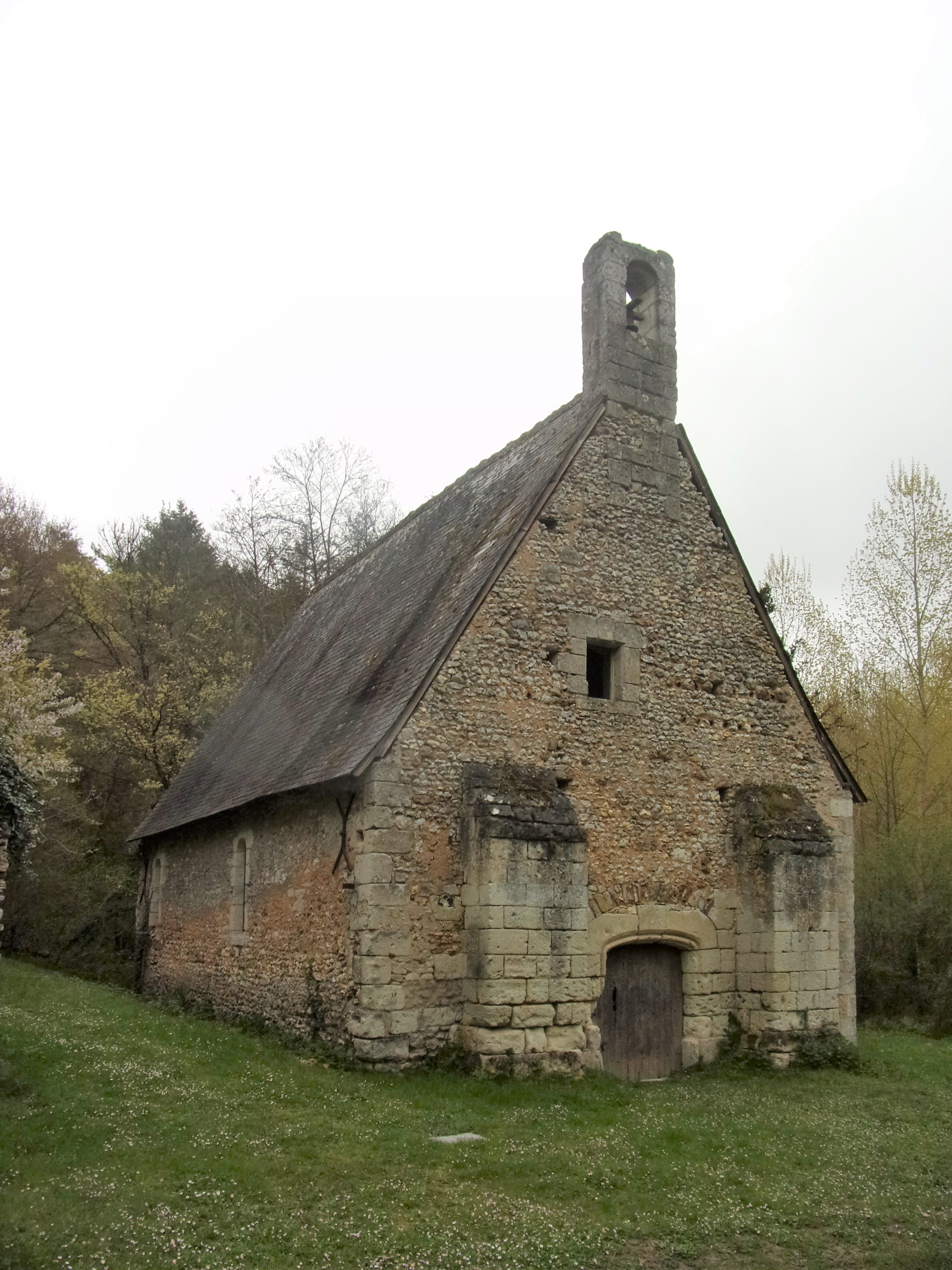
Vue générale depuis le nord-ouest.
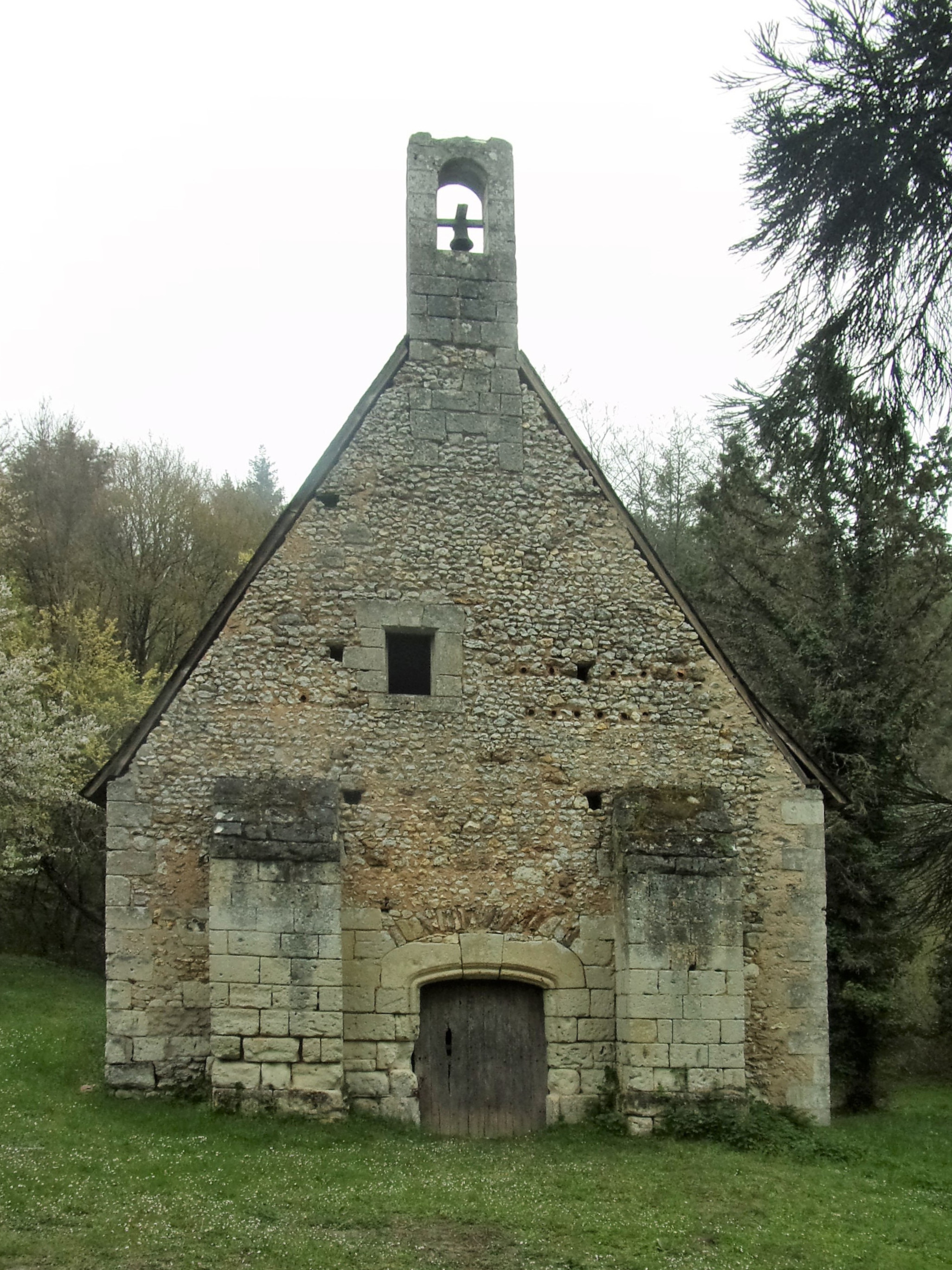
Façade ouest et clocher-tour.
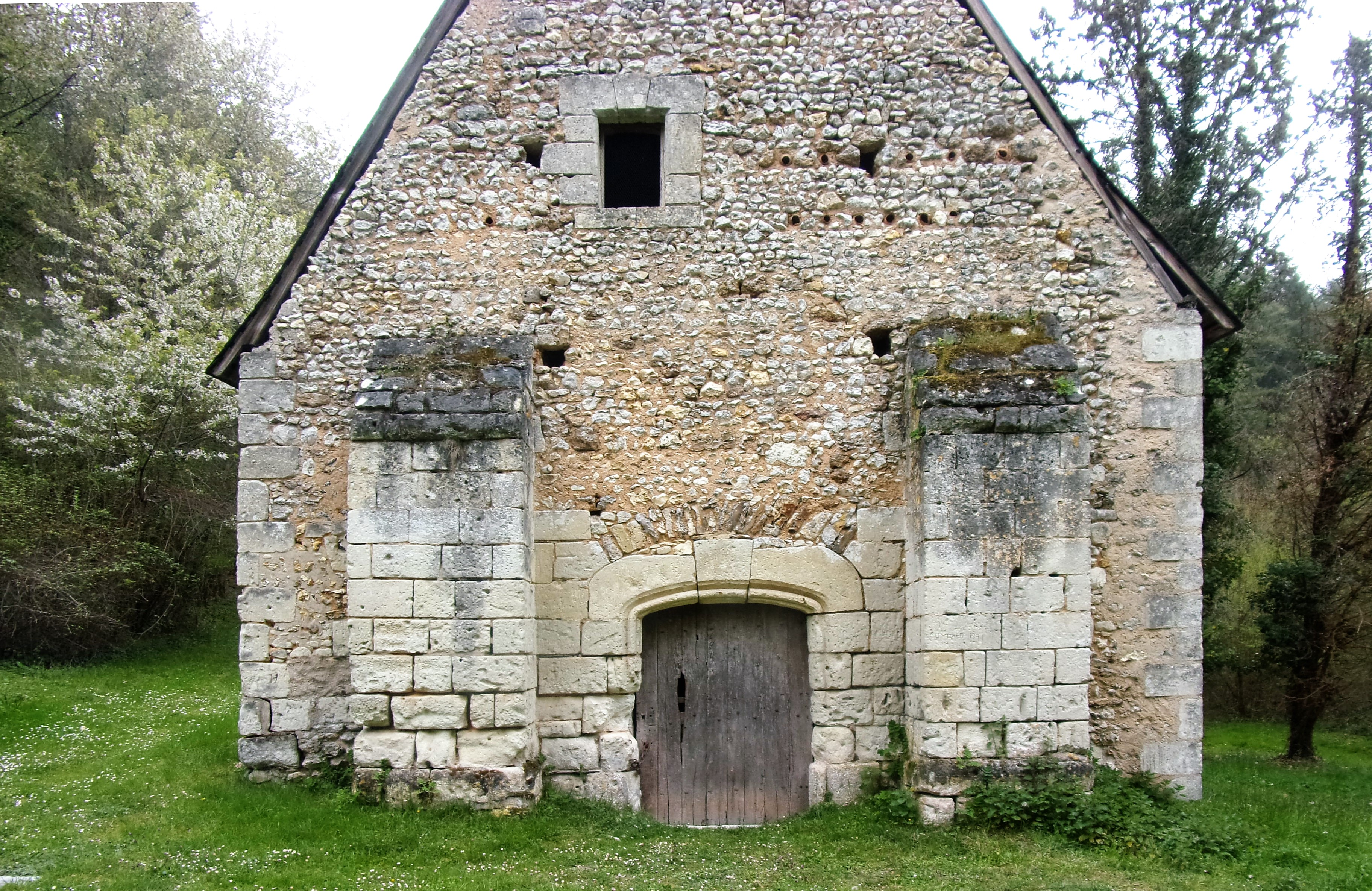
Vue rapprochée de la façade et de son portail.
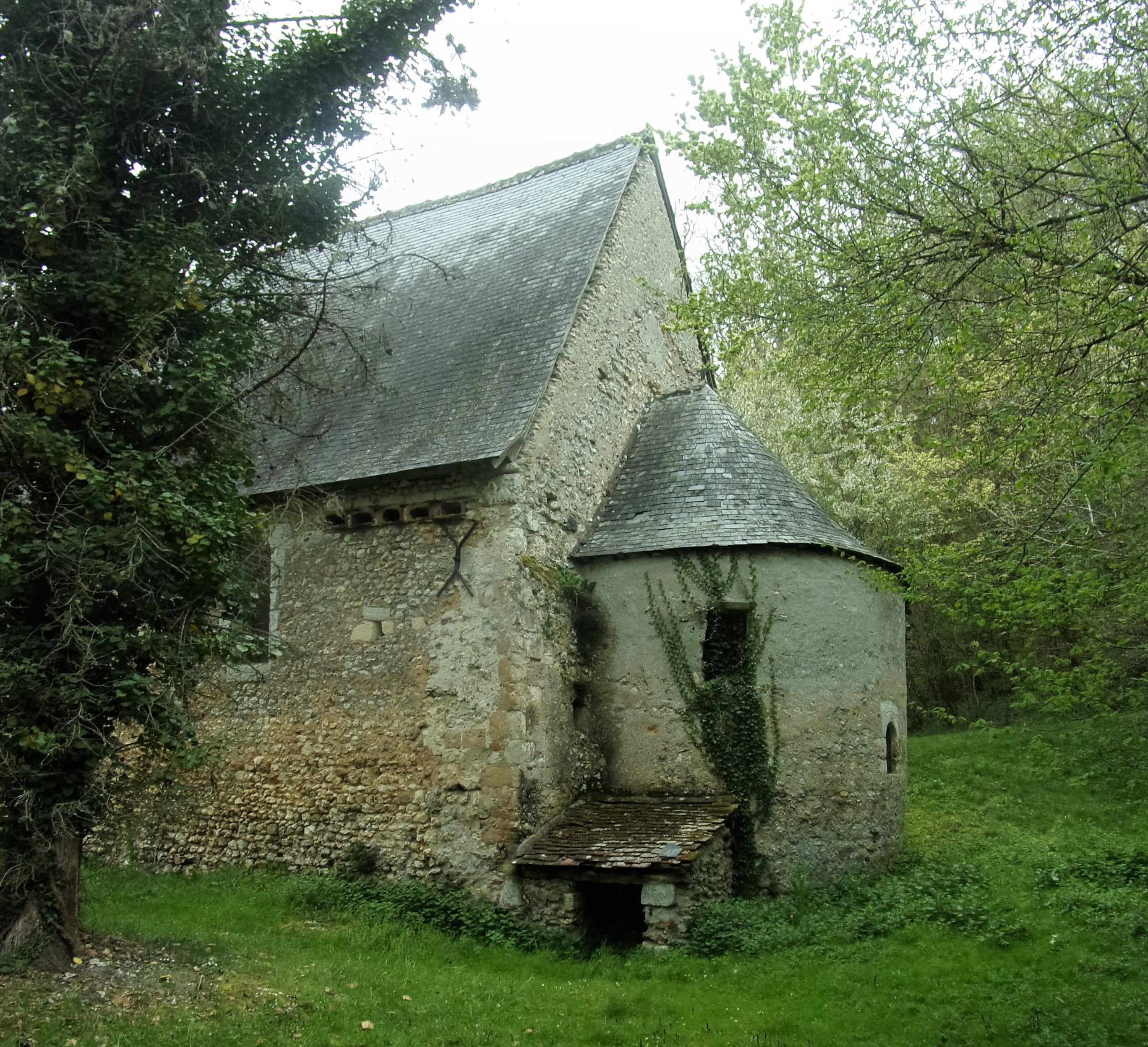
Abside et appentis abritant la source.
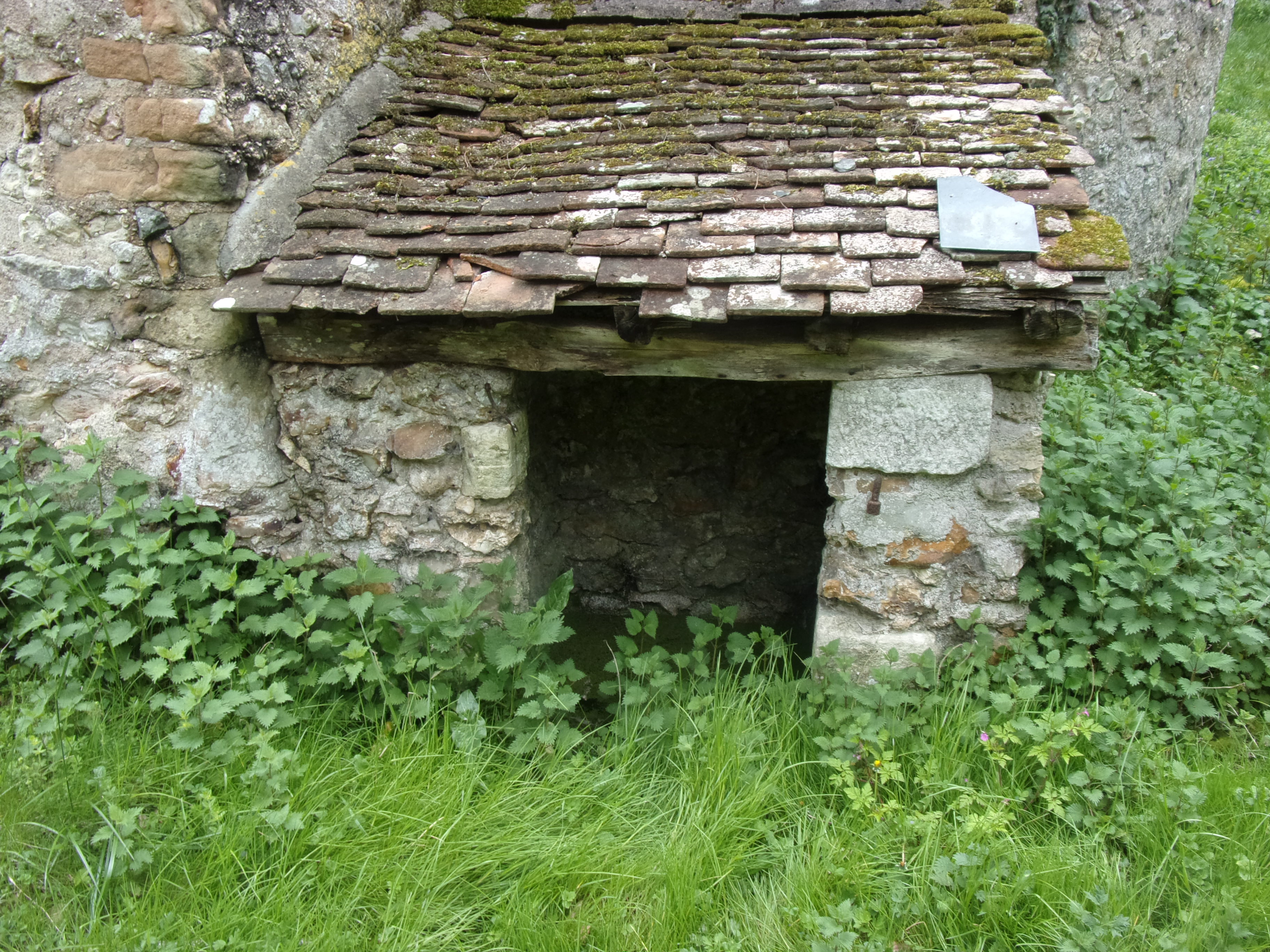
Vue rapprochée de l'appentis abritant la fontaine.

### Fresques et inscriptions
Une fresque représentant un Christ en gloire décore la voûte de l'abside. Une autre, représentant certainement deux saints, encadre la fenêtre axiale de l'abside. D'autres traces de peinture, dont le thème n'est plus identifiable, sont présentes en plusieurs ponts du mur-pignon oriental de la nef, au niveau des angles avec les murs gouttereaux.
Au-dessus de la fenêtre axiale de l'abside, côté extérieur, une inscription indique que la construction de la chapelle romane s'est faite à l'initiative du chapitre de Saint-Martin en l'honneur de saint Laurent,. Au XXIe siècle, cette inscription est devenue illisible.

## Pour en savoir plus